# Église de l'Euthanasie
L’Église de l'Euthanasie (en anglais : Church of Euthanasia) est un groupe religieux malthusianiste fondé par Chris Korda et Robert Kimberk à Boston, Massachussetts, en 1992. Il prône la réduction de la population humaine dans le but de préserver l'environnement. Son unique commandement est « Tu ne procréeras point » (« Thou shalt not procreate »), son slogan le plus connu «Sauve la planète, tue-toi» («Save the Planet, Kill Yourself») et ses quatre « piliers » sont le suicide, l'avortement, le cannibalisme et la sodomie; elle rejette toutefois le meurtre et l'eugénisme. Elle rapproche elle-même ses méthodes du mouvement dadaïste, considérant que le monde moderne est tellement absurde que pour atteindre le public le message doit être absurde lui aussi.